# Coweta (Oklahoma)
Coweta – miasto w Stanach Zjednoczonych, w stanie Oklahoma, w hrabstwie Wagoner.